# Cloche du pont des nations

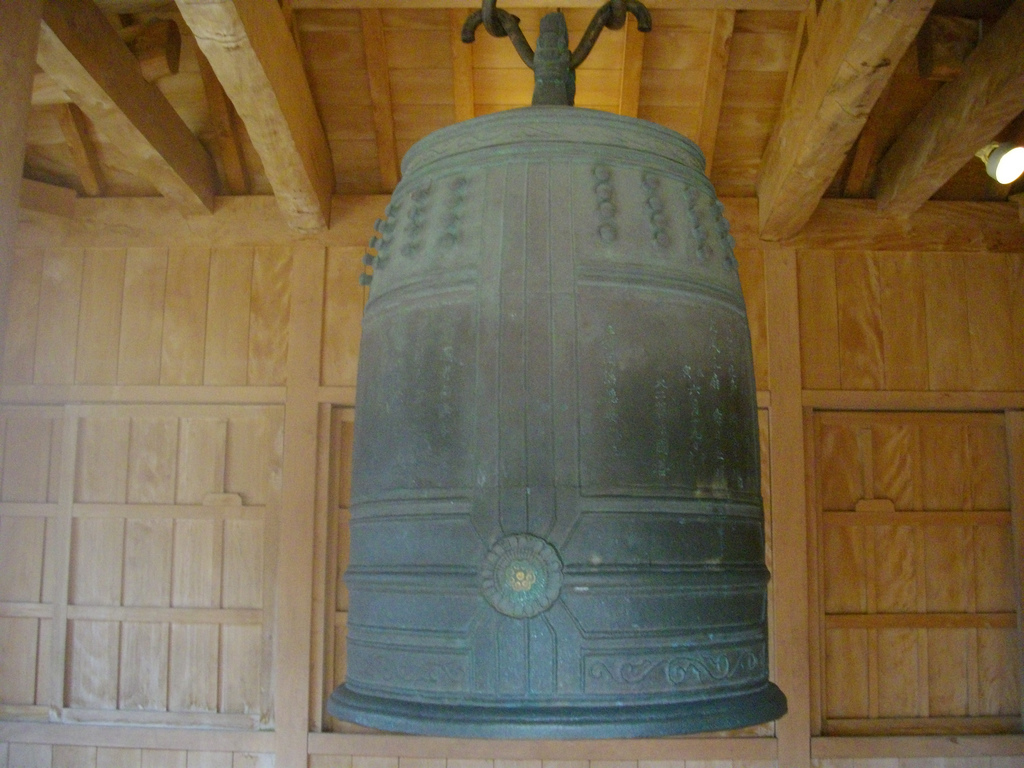
Réplique de la cloche du Pont des Nations, au château de Shuri.

La cloche du « pont des nations » (万国津梁の鐘, Bankoku shinryō no kane) est une célèbre cloche de bronze associée au royaume de Ryūkyū.

## Histoire

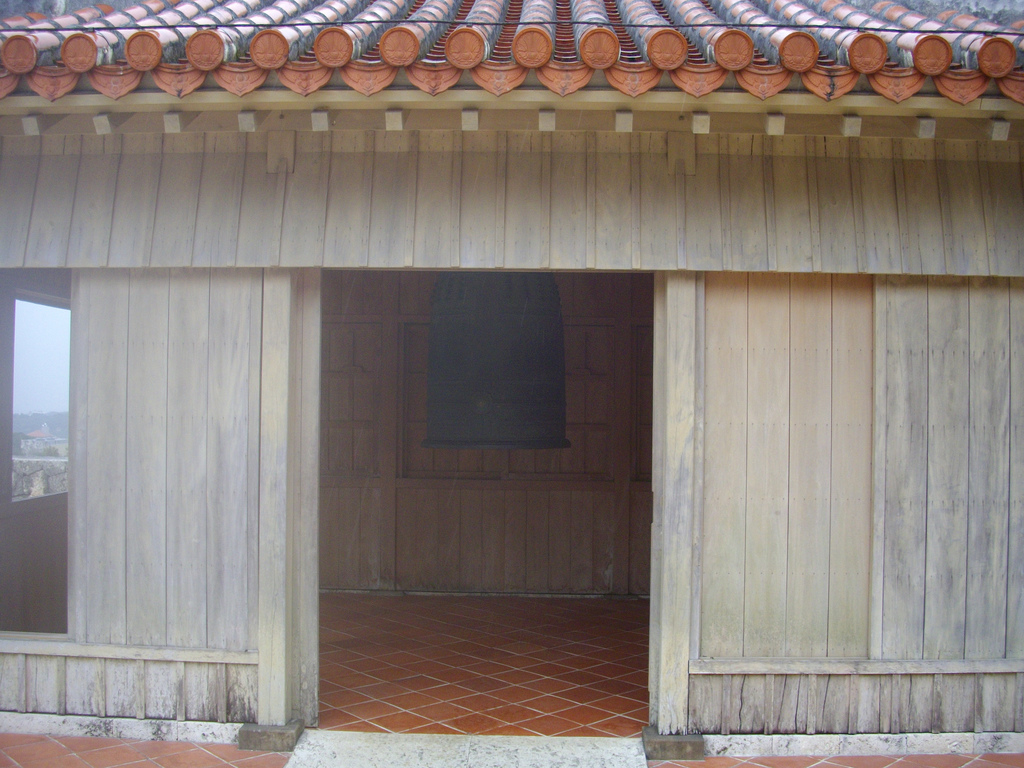
Le Tomoya reconstruit, dans l'enceinte du château de Shuri, qui abrite aujourd'hui une réplique de la cloche.

Fondue en 1458, durant le règne du roi Shō Taikyū, la cloche est suspendue dans le seiden (hall principal) du château de Shuri.
Elle mesure 154,9 cm de haut avec une ouverture de 93,1 cm de diamètre et pèse 721 kg.
Noircie et endommagée durant la bataille d'Okinawa en 1945, la cloche a miraculeusement survécu en grande partie intacte. Elle n'est cependant plus sonnée.
Désignée bien culturel important national en 1978, la cloche est à présent conservée au musée préfectoral d'Okinawa. Une réplique grandeur nature est suspendue au château. Les historiens ne savent cependant pas, où précisément dans ou autour du seiden elle était disposée à l'origine. La cloche réplique est actuellement accrochée à l'extérieur de la seconde fortification ou  cour (en okinawaïen : Shicha nu una), dans un bâtiment appelé le « Tomoya », reconstruit sur la base historique des plans, des cartes et des images, mais dont la finalité initiale est inconnue.

## Nom

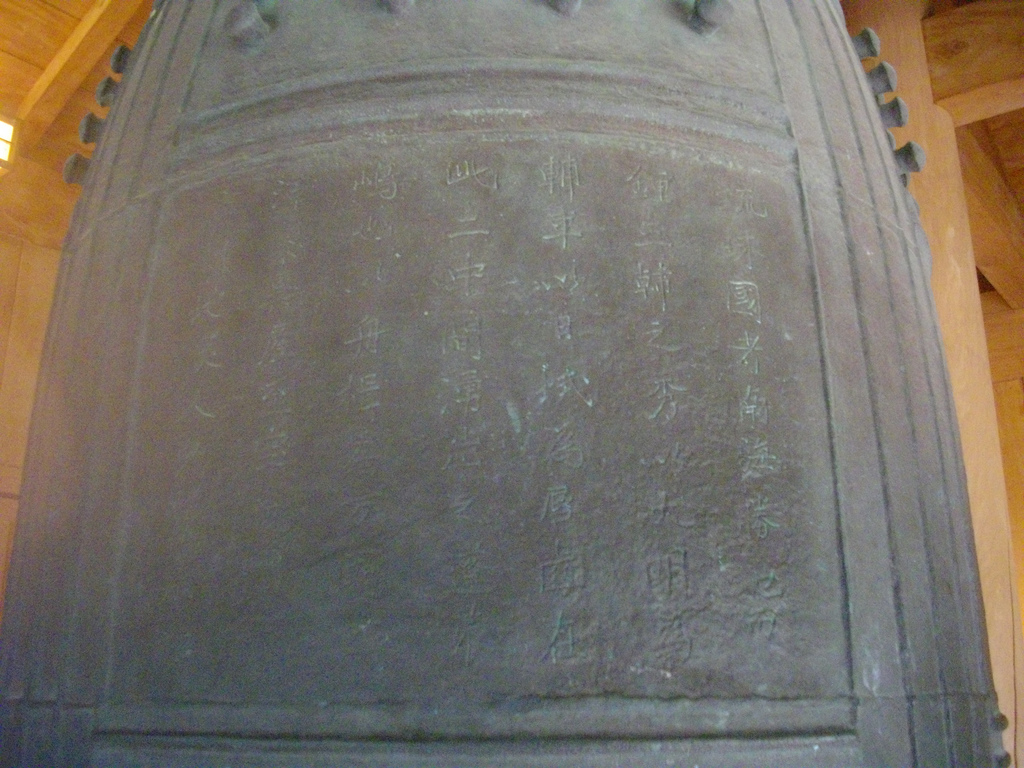
Inscription sur la réplique de la cloche.

La cloche est assez communément appelée « Cloche du pont des nations » en anglais,,. Cette appellation est dérivée d'une traduction du terme habituellement utilisé en japonais pour désigner la cloche : 万国津梁の鐘 (Bankoku shinryō no kane). Bankoku, littéralement « 10 000 nations » renvoie en réalité à « toutes les nations » ou aux « nombreuses grandes nations ». Shinryō se traduit littéralement par « une poutre à travers le port », c'est-à-dire à « un pont ». Enfin, kane se réfère à une cloche de ce type et de ce style.
Ce nom japonais de la cloche, à son tour, dérive de l'inscription qu'elle porte et qui décrit la prééminence de Ryūkyū aux XIVe siècle et XVIe siècle dans le commerce maritime dans les mers du sud et dans les relations commerciales prospères avec la Chine, la Corée, le Japon et les différents États d'Asie du Sud.
Même si elle est plus communément connue sous le nom  Bankoku shinryō pas kane en japonais, le nom officiel de la cloche est « ancienne cloche du seiden du château de Shuri » (旧首里城正殿鐘, kyū Shuri-jō Seiden (no) kane).

## Inscription
Une traduction résumée de l'inscription peut être donnée comme suit :

« Le royaume de Ryūkyū est un magnifique endroit dans les mers du Sud, avec d'étroites relations intimes avec les trois nations de Chine, de Corée et du Japon, entre lesquelles il se trouve, et qui expriment beaucoup d'admiration pour ces îles. En voyageant dans divers pays par bateau, le royaume forme un pont entre toutes les nations, en remplissant ses terres avec les marchandises précieuses et les produits de pays étrangers, en outre, les cœurs de son peuple émulent la civilisation vertueuse du Japon et de la Chine. »